# 375303 Ikerjimenez
375303 Ikerjimenez este o planetă minoră (asteroid) din centura de asteroizi. A fost descoperită pe 26 august 2008 la Observatorio Astronómico de La Sagra⁠(d) de Observatorul Astronomic din Mallorca⁠(d). 
Obiectul prezintă o orbită caracterizată de o semiaxă mare de 2,7877388210711 UAi, o excentricitate de 0,20208050112863, o înclinație de 13,307989959394 ° în raport cu ecliptica.